# Kleiner Maskarenen-Flughund
Der Kleine Maskarenen-Flughund  (Pteropus subniger), auch als Rauchgrauer Flughund bezeichnet, ist eine ausgestorbene Flughundart, die auf Réunion und Mauritius vorkam.

## Beschreibung
Der Naturforscher George Clark beschrieb die Art 1859 als etwa rattengroß mit einer Flügelspannweite von 61 Zentimetern. Der Kopf, der Nacken und die Schultern waren hell rötlichbraun. Der Steiß war weißlichgelb. Der übrige Körper war dunkelgrau. Die Ohren waren kaum sichtbar. Charakteristisch war ein dichtes Fell und eine Fettschicht, was die Vermutung nahe liegt, dass der Kleine Maskarenen-Flughund an kühlere Temperaturen in höheren Höhenlagen angepasst war als der ebenfalls auf Réunion ausgestorbene Maskarenen-Flughund (Pteropus niger).

## Lebensweise
Der Kleine Maskarenen-Flughund war streng nachtaktiv. Der Forschungsreisende Jean Baptiste François de Lanux berichtete, dass diese Flughunde in den Höhlen morscher Bäume schliefen. Eine Schlafkolonie bestand aus über 400 Weibchen und Jungtieren, die von einem Männchen begleitet wurden. Die Nahrung bestand aus Früchten und Blütennektar, insbesondere von der Art Foetidia mauritiana. Die Jungen wurden im September geboren.

## Aussterben
Sowohl der Maskarenen-Flughund als auch der Kleine Maskarenen-Flughund waren eine beliebte Jagdbeute im späten 18. Jahrhundert. Die fetten Tiere waren eine willkommene Delikatesse. Lebensraumverlust, insbesondere aufgrund der Zerstörung der Bergwälder auf Mauritius, gilt als weitere Ursache für das Verschwinden des Rauchgrauen Flughundes. Der Maskarenen-Flughund starb gegen 1800 auf Réunion aus, während er auf Mauritius überlebt hat. Der Kleine Maskarenen-Flughund wurde 1860 zuletzt auf Réunion und 1864 zuletzt auf Mauritius gesammelt.